# 오델로 (1956년 영화)
《오델로》(Othello, 러시아어: Отелло)는 소련에서 제작된 세르게이 유트케비치 감독의 1956년 드라마 영화이다. 윌리엄 셰익스피어의 동명의 희곡을 바탕으로 제작되었다. 세르게이 본다르추크 등이 주연으로 출연하였다.
1956년 칸 영화제에 출품되었으며 유트케비치 감독은 감독상을 받았다.

## 줄거리
용맹한 무어인이자 베네치아 공화국의 장군인 오셀로의 비극적인 이야기를 다룹니다. 세르게이 본다르추크가 연기한 오셀로는 뛰어난 삶의 이야기를 들려주며 아름다운 브라반시오의 딸, 데스데모나(이리나 스코브체바)를 매료시킵니다.
그의 용기와 지성에 감동한 데스데모나는 오셀로와 사랑에 빠져 비밀리에 결혼하지만, 베네치아 귀족인 로드리고(예브게니 베스닉)와 악의적인 부하 이아고(안드레이 포포프)가 브라반시오에게 그들의 결혼 사실을 알리면서 반발을 사게 됩니다. 데스데모나는 베네치아 총독 앞에서 아버지의 반대를 무릅쓰고 오셀로에 대한 사랑을 공개적으로 선언합니다.
터키 함대가 베네치아를 위협하자 오셀로는 키프로스로 파견되어 결정적인 승리를 거둡니다. 한편, 야망과 증오에 사로잡힌 이아고는 오셀로의 신뢰받는 부하인 카시오(블라디미르 소샬스키)를 실각시키고 그 자리를 차지하기 위해 음모를 꾸밉니다. 이아고는 데스데모나가 카시오의 복직을 탄원하는 선의마저 이용하여 오셀로의 마음속에 질투와 의심을 심습니다. 또한, 데스데모나가 잃어버린 손수건을 조작된 증거로 삼아 오셀로의 의심을 더욱 부채질합니다.
결국, 질투에 사로잡힌 오셀로는 데스데모나를 목 졸라 죽이고 맙니다. 이후, 이아고의 아내 에밀리아(안토니나 막시모바)가 그의 음모를 폭로하자, 격분한 이아고는 그녀마저 죽이고 맙니다. 진실이 밝혀지자 오셀로는 깊은 죄책감과 절망 속에서 스스로 목숨을 끊고 맙니다.
영화는 오셀로와 데스데모나의 유해를 실은 장례선이 저녁 노을 속으로 항해하는 장면으로 끝이 나며, 수갑을 찬 채 치욕적인 최후를 맞이한 이아고의 모습이 대조적으로 그려집니다.

## 출연

### 주연
- 세르게이 본다르추크
- 이리나 스코브세바
- 안드레이 포포브

## 기타
- 원작자: 윌리엄 셰익스피어